# XawTV
Az xawtv egy tévénézésre és rádióhallgatásra használható, unix-szerű operációs rendszerek alatt működő szoftver. Felvétel készítésére is alkalmas. A PC-kbe építhető tuner-kártyák és a műholdas adások vételére alkalmas DVD-S kártyákat kezeli. A  Gerd Knorr által fejlesztett szoftvert GPL licenc alatt adták ki.

## Külső hivatkozások
- Az xawtv honlapja